# Tour der irischen Rugby-Union-Nationalmannschaft nach Neuseeland 1992
| Tour der Iren nach Neuseeland 1992 | Tour der Iren nach Neuseeland 1992 | Tour der Iren nach Neuseeland 1992 | Tour der Iren nach Neuseeland 1992 | Tour der Iren nach Neuseeland 1992 |
| Übersicht                          | S                                  | G                                  | U                                  | N                                  |
| ---------------------------------- | ---------------------------------- | ---------------------------------- | ---------------------------------- | ---------------------------------- |
| Test Matches                       | 2                                  | 0                                  | 0                                  | 2                                  |
| Sonstige Spiele                    | 6                                  | 3                                  | 0                                  | 3                                  |
| Gesamt                             | 8                                  | 3                                  | 0                                  | 5                                  |
|                                    |                                    |                                    |                                    |                                    |
| Neuseeland                         | 2                                  | 0                                  | 0                                  | 2                                  |

Die Tour der irischen Rugby-Union-Nationalmannschaft nach Neuseeland 1992 umfasste eine Reihe von Freundschaftsspielen der irischen Rugby-Union-Nationalmannschaft. Sie reiste im Mai und Juni 1992 durch Neuseeland und bestritt während dieser Zeit acht Spiele. Darunter waren zwei Test Matches gegen die neuseeländische Nationalmannschaft, die beide mit Niederlagen endeten. Hinzu kamen sechs weitere Spiele gegen regionale Auswahlteams, in denen je drei Siege und Niederlagen resultierten.

## Spielplan
- Hintergrundfarbe grün = Sieg
- Hintergrundfarbe rot = Niederlage

(Test Matches sind grau unterlegt; Ergebnisse aus der Sicht Irlands)
| # | Datum         | Gegner                                | Ort              | Stadion                       | Ergebnis |
| - | ------------- | ------------------------------------- | ---------------- | ----------------------------- | -------- |
| 1 | 13. Mai 1992  | South Canterbury Rugby Football Union | Timaru           | Fraser Park                   | 21:16    |
| 2 | 16. Mai 1992  | Canterbury Rugby Football Union       | Christchurch     | Lancaster Park                | 13:38    |
| 3 | 20. Mai 1992  | Bay of Plenty Rugby Union             | Rotorua          | Rotorua International Stadium | 39:23    |
| 4 | 23. Mai 1992  | Auckland Rugby Football Union         | Auckland         | Eden Park                     | 7:62     |
| 5 | 26. Mai 1992  | East Coast & Poverty Bay              | Gisborne         | Rugby Park                    | 22:7     |
| 6 | 30. Mai 1992  | Neuseeland                            | Dunedin          | Carisbrook                    | 21:24    |
| 7 | 02. Juni 1992 | Manawatu Rugby Union                  | Palmerston North | Showgrounds Oval              | 24:58    |
| 8 | 06. Juni 1992 | Neuseeland                            | Wellington       | Athletic Park                 | 6:59     |

## Test Matches
| 30. Mai 1992 | Neuseeland                                                  | 24 : 21         | Irland                                                                        | Carisbrook, Dunedin Zuschauer: 28.000 Schiedsrichter: Alexander MacNeill (Australien) |
| 30. Mai 1992 | Versuche: Bunce (2) Clarke Henderson Erhöhungen: Cooper (4) | (18:18) Bericht | Versuche: Cunningham (2) Staples Erhöhungen: Russell (3) Straftritte: Russell | Carisbrook, Dunedin Zuschauer: 28.000 Schiedsrichter: Alexander MacNeill (Australien) |

Aufstellungen:
- Neuseeland: Frank Bunce, Eroni Clarke, Greg Cooper, Sean Fitzpatrick , Paul Henderson, Ian Jones, Jamie Joseph, John Kirwan, Blair Larsen, Walter Little, Richard Loe, Steve McDowall, Arran Pene, Anthony Strachan, Inga Tuigamala 
 Auswechselspieler: Graham Dowd
- Irland: Michael Bradley, Ronald Carey, Vincent Cunningham, Phil Danaher , Michael Fitzgibbon, Neville Furlong, Mick Galwey, Paddy Johns, Kelvin Leahy, Paul McCarthy, Nick Popplewell, Brian Robinson, Peter Russell, Steve Smith, Jim Staples 
 Auswechselspieler: Mark McCall, Brian Rigney

| 6. Juni 1992 | Neuseeland | 59 : 6         | Irland                                | Athletic Park, Wellington Zuschauer: 25.000 Schiedsrichter: Alexander MacNeill (Australien) |
| 6. Juni 1992 | Versuche: Frank Bunce (2) Eroni Clarke Cooper (2) I. Jones Kirwan Pene (2) Strachan Timu Erhöhungen: Cooper (6) Straftritte: Cooper | (15:6) Bericht | Versuche: Furlong Erhöhungen: Russell | Athletic Park, Wellington Zuschauer: 25.000 Schiedsrichter: Alexander MacNeill (Australien) |

Aufstellungen:
- Neuseeland: Mike Brewer, Robin Brooke, Olo Brown, Frank Bunce, Eroni Clarke, Greg Cooper, Sean Fitzpatrick , Ian Jones, Michael Jones, John Kirwan, Walter Little, Steve McDowall, Arran Pene, Anthony Strachan, John Timu
- Irland: Michael Bradley , Ronald Carey, Vincent Cunningham, Michael Fitzgibbon, Neville Furlong, Mick Galwey, Paddy Johns, Mark McCall, Paul McCarthy, Nick Popplewell, Brian Rigney, Brian Robinson, Peter Russell, Steve Smith, Jim Staples 
 Auswechselspieler: Jack Clarke, Paddy Kenny, Kenny Murphy